# 笹崎僙
笹崎 僙（ささざき たけし、1915年3月25日 - 1996年8月7日）は、日本のプロボクサー。北海道空知郡歌志内町（現歌志内市）出身。

## 人物
戦前、戦後にピストン堀口恒男のライバルとして活躍した昭和初期における日本を代表するボクサーの一人。その鋭いストレートから「槍の笹崎」の異名で呼ばれた。戦後の初代日本ライト級チャンピオン。通算戦績115戦72勝（26KO）28敗11分3EX無判定。引き分けを挟まない26連勝の記録を保持。試合数115戦は日本歴代8位。
1941年に両国国技館で行われた堀口戦は元同門という因縁や、笹崎の公開挑戦状に対し堀口が応戦し、舌戦を繰り広げたことなどにより大きな話題を呼び、「世紀の一戦」と謳われ日本ボクシング界では伝説の試合として語り草となっている。堀口戦が大きな人気を呼び興行的に大成功したため、通算5度の対戦が行われ、2勝1敗2分と笹崎が勝ち越している。
引退後は、笹崎ボクシングジム初代会長として世界王者ファイティング原田を筆頭にムサシ中野、ライオン古山、金子繁治、海津文雄、牛若丸原田、斎藤清作（たこ八郎）、サルトビ小山などの王者を輩出し名伯楽として活躍した。

## 経歴
- 1915年3月25日、北海道空知郡に炭坑主の笹崎家の次男として生まれる。
- 1932年、札幌市の「つばめスキー会社」に勤務する傍ら、札幌市立体育館で早稲田大学ボクシング部主将の木村久からボクシングを学び、アマチュアで頭角を現す。
- 1933年、堀口恒男に憧れ上京。目黒の日本拳闘倶楽部に入門。
- 1934年5月1日、唐沢靖欣（太陽）戦でプロデビュー。判定勝ち。
- 1936年、日本陸軍函館重砲に入隊。
- 1938年、除隊となりリングに復帰するも日支事変により招集され中国大陸へ。
- 1939年、中国南方で白内障により左目失明。
- 1940年
  - 2月、兵役免除となり、傷痍軍人として復員。
- 5月、結城敏夫との復帰戦。
- 1941年5月28日、両国国技館で堀口恒男と「世紀の一戦」。右目を塞がれ6RTKO負け。(試合詳細)
- 1942年、妻・季(すえ。旧姓中村)と結婚。
- 1943年1月17日、二葉朝二（拳道会）との試合を最後に1度目の引退。
- 1946年
  - 7月6日、後楽園球場に2万5千人の観衆を集め「世紀の一戦の再戦」と銘打ち堀口と再戦。ダウンを奪うも引き分け。この結果に自信を持ち本格的に復帰を決意。（試合詳細）
- 8月、碑文谷の畑の中にあった馬舎を借りジムを開設。弟子の指導にあたる。
- 1947年8月31日、日本初の全日本選手権の決勝で内藤哲夫に勝利し第1回全日本ライト級チャンピオンとなる。
- 1950年2月18日、引退。
- 1951年
  - 5月5日、目黒区に笹崎ボクシングホール（現・笹崎ボクシングジム）を開設。
  - 10月12日、後楽園野球場にて引退式。
- 1962年10月10日、愛弟子のファイティング原田が世界タイトル獲得。
- 1971年、全日本ボクシング協会（現・日本プロボクシング協会）会長に就任。
- 1986年4月26日、笹崎ボクシングジム会長の座から勇退。名誉会長となる。
- 1992年、日本プロスポーツ大賞功労者・文部大臣表彰受賞。
- 1996年8月7日、死去（81歳没）。